# Heßdorf

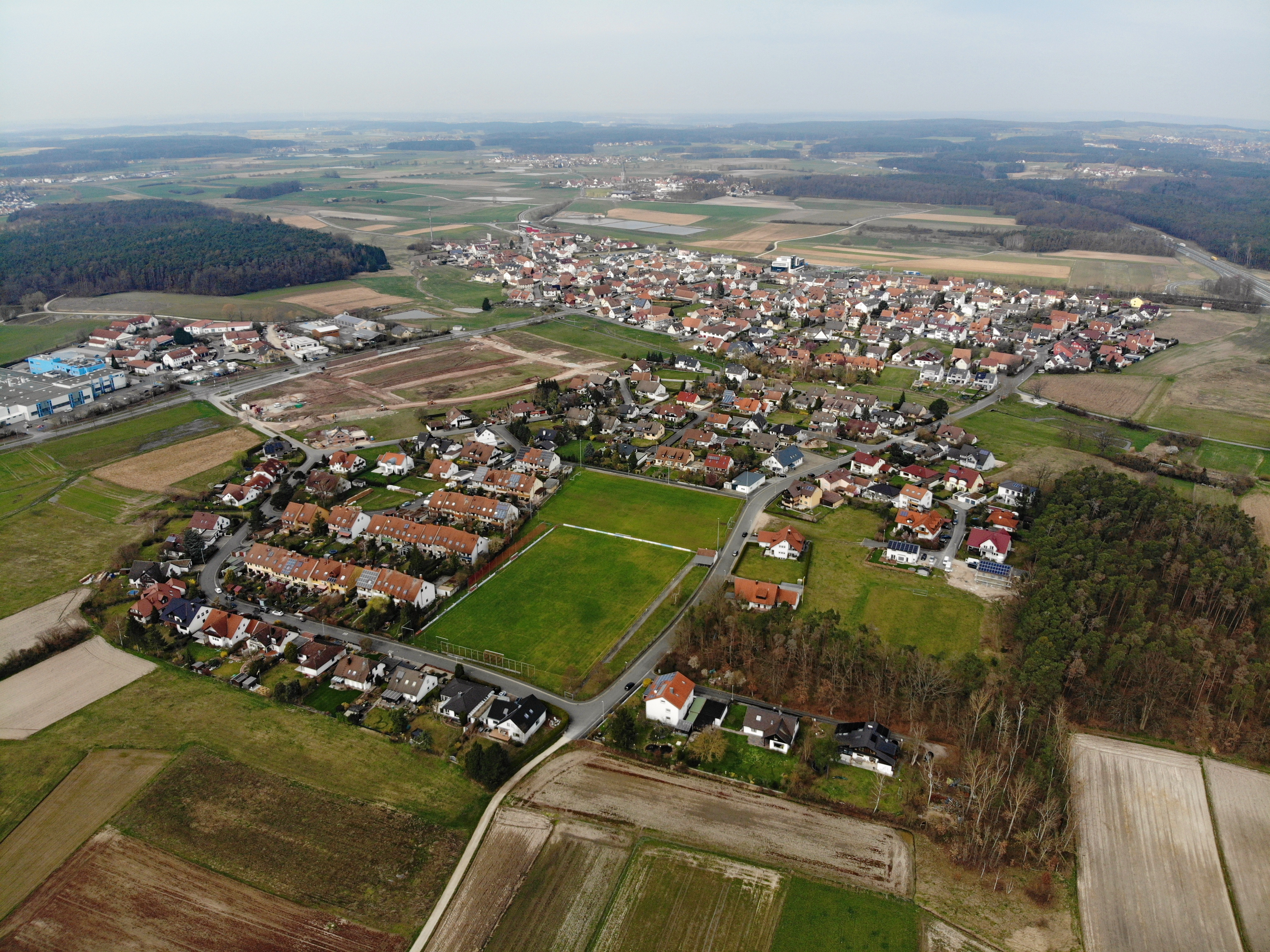
Luftaufnahme des namensgebenden Dorfs Heßdorf (2020)

Heßdorf ist eine Gemeinde im mittelfränkischen Landkreis Erlangen-Höchstadt in Bayern.

## Geographie

### Geographische Lage
Der Hauptort liegt westlich der Bundesautobahn 3. Durch das Gemeindegebiet fließt der Seebach.

### Nachbargemeinden
Nachbargemeinden sind (im Norden beginnend im Uhrzeigersinn):
Adelsdorf, Röttenbach, Erlangen, Herzogenaurach, Großenseebach, Weisendorf, Höchstadt an der Aisch, Gremsdorf.

### Gemeindegliederung
Die Gemeinde Heßdorf hat zehn Gemeindeteile (in Klammern ist der Siedlungstyp angegeben):
- Dannberg (Dorf)
- Hannberg (Pfarrdorf)
- Heßdorf (Dorf)
- Hesselberg (Dorf)
- Klebheim (Dorf)
- Mittelmembach (Weiler)
- Niederlindach (Dorf)
- Obermembach (Weiler)
- Röhrach (Dorf)
- Untermembach (Dorf)

Es gibt die Gemarkungen Hannberg, Heßdorf, Hesselberg und Käferhölzlein und Eichelberg. Die Gemarkung Heßdorf hat eine Fläche von 9,380 km². Sie ist in 2298 Flurstücke aufgeteilt, die eine durchschnittliche Flurstücksfläche von 3610,60 m² haben. In ihr liegen neben dem namensgebenden Ort die Gemeindeteile Mittelmembach, Obermembach und Untermembach.

## Geschichte

### Bis zur Gemeindegründung
1315 wurde der Ort als „Hessedorf“ erstmals urkundlich erwähnt. Das Bestimmungswort ist wahrscheinlich der Personenname Hesso, Hesse. Eine Person dieses Namens kann als Gründer der Siedlung angesehen werden. Die Ministerialen von Gründlach waren ursprünglich im Ort Lehensträger. Deren Lehen ging 1315 an die Herren von Hohenlohe-Brauneck über, die es zwischen 1340 und 1364 als Oblei dem Bamberger Domkapitel stifteten.
Gegen Ende des 18. Jahrhunderts gab es in Heßdorf 21 Anwesen. Das Hochgericht übte das bambergische Centamt Herzogenaurach aus. Die Dorf- und Gemeindeherrschaft hatte die Oblei Heßdorf des bambergischen Domkapitels. Grundherren waren das bambergische Kastenamt Herzogenaurach (1 Halbhof, 1 Viertelhof, 1 Gut), die Oblei Heßdorf (1 Hube, 5 Halbhuben, 1 Drittelhube, 6 Hofrait, 1 Sölde, 1 Mühle, 1 Haus) und das Rittergut Neuenbürg (2 Güter).
1803 fiel Heßdorf durch den Hauptlandesvergleich Preußen/Bayern an Preußen. Mit dem preußischen Fürstentum Bayreuth kam sie im Frieden von Tilsit 1807 an Frankreich und mit dem Pariser Vertrag von 1810 an Bayern.
Im Rahmen des Gemeindeedikts wurde der Ort dem 1811 gebildeten Steuerdistrikt Hannberg zugeordnet. Mit dem Zweiten Gemeindeedikt (1818) entstand die Ruralgemeinde Heßdorf, zu der Mittel-, Ober- und Untermembach gehörten. Sie war in Verwaltung und Gerichtsbarkeit dem Landgericht Herzogenaurach zugeordnet und in der Finanzverwaltung dem Rentamt Erlangen. In der freiwilligen Gerichtsbarkeit unterstanden zwei Anwesen dem Patrimonialgericht Neuenbürg (bis 1835). Am 1. Oktober 1847 wurde die Finanzverwaltung vom Rentamt Herzogenaurach übernommen. Ab 1862 gehörte Heßdorf zum Bezirksamt Höchstadt an der Aisch (1939 in Landkreis Höchstadt an der Aisch umbenannt) und weiterhin zum Rentamt Herzogenaurach (1919 in Finanzamt Herzogenaurach umbenannt, seit 1929: Finanzamt Erlangen). Die Gerichtsbarkeit blieb beim Landgericht Herzogenaurach (1879 in das Amtsgericht Herzogenaurach umgewandelt), seit 1959 ist das Amtsgericht Erlangen zuständig. Die Gemeinde hatte ursprünglich eine Gebietsfläche von 7,454 km².

### Eingemeindungen
Im Zuge der Gebietsreform in Bayern wurde am 1. Juli 1972 die Gemeinde Hannberg eingegliedert. Am 1. Mai 1978 kam die aufgelöste Gemeinde Hesselberg fast vollständig hinzu.

### Einwohnerentwicklung
Gemeinde Heßdorf
| Jahr      | 1818   | 1840   | 1852   | 1861   | 1867   | 1871   | 1875   | 1880   | 1885   | 1890   | 1895   | 1900   | 1905   | 1910   | 1919   | 1925   | 1933   | 1939   | 1946   | 1950   | 1961   | 1970   | 1987   | 2008   | 2013   | 2017   |
| Einwohner | 295    | 370    | 372    | 373    | 360    | 350    | 367    | 384    | 399    | 388    | 391    | 354    | 366    | 385    | 387    | 410    | 419    | 616    | 630    | 621    | 746    | 805    | 2634   | 3502   | 3451   | 3508   |
| Häuser    | 45     |        |        |        |        | 67     |        |        | 68     | 67     |        | 71     |        |        |        | 70     |        |        |        | 82     | 122    |        | 677    |        |        | 1007   |
| Quelle    | [ 17 ] | [ 18 ] | [ 18 ] | [ 19 ] | [ 20 ] | [ 21 ] | [ 22 ] | [ 23 ] | [ 24 ] | [ 25 ] | [ 18 ] | [ 26 ] | [ 18 ] | [ 27 ] | [ 18 ] | [ 28 ] | [ 18 ] | [ 18 ] | [ 18 ] | [ 29 ] | [ 13 ] | [ 30 ] | [ 31 ] | [ 32 ] | [ 32 ] | [ 32 ] |

Ort Heßdorf
| Jahr      | 001818 | 001861 | 001871 | 001885 | 001900 | 001925 | 001950 | 001961 | 001970 | 001987 | 002023 |
| Einwohner | 149    | 204    | 187    | 227    | 196    | 216    | 364    | 477    | 488    | 1060   | 1536   |
| Häuser    | 23     |        |        | 37     | 35     | 37     | 46     | 71     |        | 272    |        |
| Quelle    | [ 17 ] | [ 19 ] | [ 21 ] | [ 24 ] | [ 26 ] | [ 28 ] | [ 29 ] | [ 13 ] | [ 30 ] | [ 31 ] | [ 33 ] |

## Politik und Öffentliche Verwaltung

### Gemeinderat
Der Gemeinderat von Heßdorf hat 16 Mitglieder zuzüglich der Erste Bürgermeister.
- Erster Bürgermeister: Horst Rehder (Bürgerblock Heßdorf)
- Zweiter Bürgermeister: Axel Gotthard (CSU)
- Dritte Bürgermeisterin: Anja Willert (Bürgerblock)[34]

Wahlergebnis Kommunalwahl am 29. März 2020
|      | Bürgerblock | CSU | SPD | Freie Wähler | Gesamt   |
| 2020 | 5           | 5   | 2   | 4            | 16 Sitze |

### Wappen und Flagge
Wappen
| Wappen von Heßdorf | Blasonierung: „Geteilt, oben in Gold ein wachsender, mit einer silbernen Schrägleiste überdeckter, rot bewehrter schwarzer Löwe; unten gespalten, vorne in Rot eine wachsende silberne Speerspitze; hinten fünfmal schräg geteilt von Schwarz und Gold.“ |
| Wappen von Heßdorf | Wappenbegründung: Der mit einer Schrägleiste überdeckte Löwe ist die Wappenfigur des Hochstifts Bamberg und erinnert an dessen langwährende Herrschaft in Hessdorf. Bedeutendster Grundbesitzer im Ort war das Domkapitel Bamberg, das seinen Besitz vor allem den Herren von Gründlach-Brauneck verdankt. Die Schrägteilung von Schwarz und Gold ist dem Wappen dieses Adelsgeschlechts entnommen. Stellvertretend für die vielen Adelsfamilien, die im Gemeindegebiet begütert waren, steht der Spieß aus dem Wappen der Stiebar, die von 1511 bis 1738 im Gemeindegebiet begütert waren. Der im Adelswappen rote Spieß wurde aus heraldischen Gründen für das Gemeindewappen umtingiert. Dieses Wappen wird seit 1983 geführt. |

Flagge
Die Gemeindeflagge ist gelb-schwarz-gelb.

### Verwaltung
Heßdorf ist der Sitz der Verwaltungsgemeinschaft Heßdorf, zu der die Gemeinde Großenseebach gehört.

## Kultur

### Baudenkmäler
- Wehrkirche Hannberg

### Regelmäßige Veranstaltungen
Am zweiten Wochenende im September findet die Heßdorfer Kirchweih
im Festzelt und im Sportheim der SpVgg Heßdorf statt.

## Verkehr
Die Staatsstraße 2240 verläuft nach Hannberg (1,2 km nordwestlich) bzw. zur Anschlussstelle 81 der Bundesautobahn 3 und führt weiter nach Dechsendorf (2 km östlich). Die Staatsstraße 2259 verläuft nach Großenseebach (1,8 km westlich). Die Kreisstraße ERH 14 verläuft nach Untermembach (1,6 km südlich).

## Sonstiges
Im Heßdorfer Gewerbepark befindet sich die überregional bekannte Wrestlingliga New European Championship Wrestling (NEW), die von dem ehemaligen WCW-Star Alex Wright geführt wird. Dieser gründete auch die Wrestlingschule The Wright Stuff an diesem Standort, in der er junge Wrestler ausbildet.